# Robert Bonin
Robert Bonin (ur. 5 marca 1973 w Bydgoszczy) – polski żużlowiec.
Licencję żużlową zdobył w 1991 r. jako zawodnik Polonii Bydgoszcz. W barwach tego klubu jeździł do 1993 r., w sezonie 1994 r. reprezentował Start Gniezno, a następnie zakończył karierę. Dwukrotnie zdobył medale drużynowych mistrzostw Polski: złoty (1992) oraz srebrny (1993).
W 1992 r. zdobył w Bydgoszczy srebrny medal młodzieżowych drużynowych mistrzostw Polski. W 1991 r. zajął XV miejsce w końcowej klasyfikacji turnieju o "Srebrny Kask", natomiast w 1992 r. wystąpił w rozegranym w Krośnie finale "Brązowego Kaska", zajmując XV miejsce.